# 商用密码
商用密码是中華人民共和國政府用于非国家机密信息保护所采用的一系列密码技术和密码产品的总称，其相关技术部分为国家秘密。商用密码的研发及使用由国家密码管理局统一管理。

## 法规
根据国家密码管理局2007年4月23日公布的《商用密码产品使用管理规定》和《境外组织和个人在华使用密码产品管理办法》:
| 使用者               | 密码产品产地 | 限制使用情况                         |
| -------------------- | ------------ | ------------------------------------ |
| 境外组织、个人       | 境内         | 可以使用                             |
| 境外组织、个人       | 境外         | 需要《使用境外生产的密码产品准用证》 |
| 中国法人、组织、公民 | 境内         | 可以使用                             |
| 中国法人、组织、公民 | 境外         | 不得使用                             |

- 境内生产的密码产品，指的是国家密码管理局准予销售的商用密码产品，应当到商用密码产品销售许可单位购买。（之前的《商用密码产品销售许可证》要求已经取消，由备案制度管理。《商用密码产品型号证书》要求继续实施。）[3]
- 境外组织，是指依照外国法律在中国境外成立的组织，包括这些组织在中国境内设立的分支机构、办事机构、代表机构等。外国驻华使馆、领事机构，国际组织驻华代表机构等享有相应特权和豁免权的机构除外。

2017年12月1日国家密码管理局公布《国家密码管理局关于废止和修改部分管理规定的决定》，对《商用密码产品销售管理规定》、《商用密码产品使用管理规定》和《境外组织和个人在华使用密码产品管理办法》三件管理规定予以废止。

## 商密算法家族
- 对称密码：SSF28、SSF33、SM1/SCB2、SM4/SMS4[5]、SM6/SCB2、SM7、祖冲之算法（ZUC）[5][6]、SSF46[7]
- 公钥密码：SM2[5]、SM9[8]
- 密码杂凑：SM3/SCH4[5]

以下的密码算法已经以国密（GM）或国标的形式公开：
- SM2, GB/T 32918-2016, IETF "draft-shen-sm2-ecdsa", ISO/IEC 10118-3:2018
- SM3, GB/T 32905-2016, IETF "draft-oscca-cfrg-sm3", ISO/IEC 10118-3:2018
- SM4, GB/T 32907-2016, IETF "draft-ribose-cfrg-sm4“, ISO/IEC WD1 18033-3/AMD2
- ZUC, GM/T 0001-2016, 3GPP TS 35.221
- SM9, GM/T 0044.1-2016, ISO/IEC 10118-3:2018

IETF 的英文草稿标准可以免费查阅。